# Лимфни суд
У анатомији, лимфни судови су стурктуре са танким зидовима који превозе линфу из ткива путем лимфних чворова па све до крвотока. Анатомским погледом, судови прате пут вена што им омогућава лакшу измену материја непоходних за прав рад лимфи.

## Лимфна мрежа
Лимфна мрежа се налази у целом телу сем централног нервног система и ткива до којих не долази крв. Лимфа је изграђена из два дела: један део који контролише четвртину горњег дела тела док други део остатак тела.
Лимфа у лимфном систему креће се захвањујући два велика терминална колектора:
- Десни лимфни канал: дугачак 2 метара, задужен је за горњи део тела коа што су глава, врат и прса.
- Канал доњег дела који је задужен за доњи део тела као што су ноге и трбух. Дужина суда је око 40цм.

Сви лимфни питеви воде до горње шупље вене.
За разлику од циркулаторног истема, лимфни систем нема пумпу која распоређе лимфу по целим телу већ захвањујући перисталтци (контракцији вена) лимфа је распоређена по целом телу.